# Aleksander Klumberg
Aleksander Klumberg (efter 1936 Kolmpere) (17. april 1899 Harjumaa, Rusland- 10. februar 1958 i Harjumaa, Estiske SSR, Sovjetunionen) var en estisk sportsudøver som deltog for Estland i de olympiske lege 1920 i Paris og 1924 i Paris.
Klumberg vandt en bronzemedalje i atletik under OL 1924 i Paris. Han kom på en tredjeplads i tikamp efter Harold Osborn og Emerson Norton, begge fra USA. Der var seksogtredive deltagere fra toogtyve lande som deltog i tikampen som blev afviklet fra den 11. til 12. juli 1924.
I 1922 blev han den første officielle verdensrekord holder i tikamp.
Efter afslutningen af sin egen karriere blev han træner, blandt hans elever var pollakken Janusz Kusociński den olympiske mester på 10.000 meter ved OL 1932 i Los Angeles.
Han blev arresteret af NKVD i 1944 og sad fængslet i det østlige Sovjetunionen frem til 1956.